# مايك هاوثورن
مايك هاوثورن (بالإنجليزية: Mike Hawthorn)‏ مواليد 10 أبريل 1929 في إنجلترا، المملكة المتحدة، كان سائق فورملا 1 بريطاني سابق كان قد بدأ مسيرته الاحترافية سنة 1953. حائز على بطولة العالم للفورملا 1. كان أول سباق له هو جائزة بلجيكا الكبرى 1952، حقق أول فوز له في جائزة فرنسا الكبرى 1953. خاض خلال مسيرته 47 سباقاً فاز في 3 منها.

## سباقات شارك فيها
- لو مان 24 ساعة
- بطولة العالم للسيارات الرياضية

## بطولات حققها
- بطولة العالم للفورمولا 1
- جائزة فرنسا الكبرى 1953
- جائزة فرنسا الكبرى 1958

## روابط خارجية
- مايك هاوثورن على موقع الموسوعة البريطانية (الإنجليزية)
- مايك هاوثورن على موقع Racing-Reference.info (الإنجليزية)
- مايك هاوثورن على موقع DriverDB.com (الإنجليزية)